# Província d'Agrigent
La província d'Agrigent (sicilià Pruvincia di Girgenti) és una província forma part de la regió de Sicília dins Itàlia.
Limita a l'oest amb la província de Trapani, al nord amb la ciutat metropolitana de Palerm i a l'est amb la província de Caltanissetta. Està formada per 43 municipis.
Té una àrea de 3.052,59 km², i una població total de 444.771 hab. (2016).

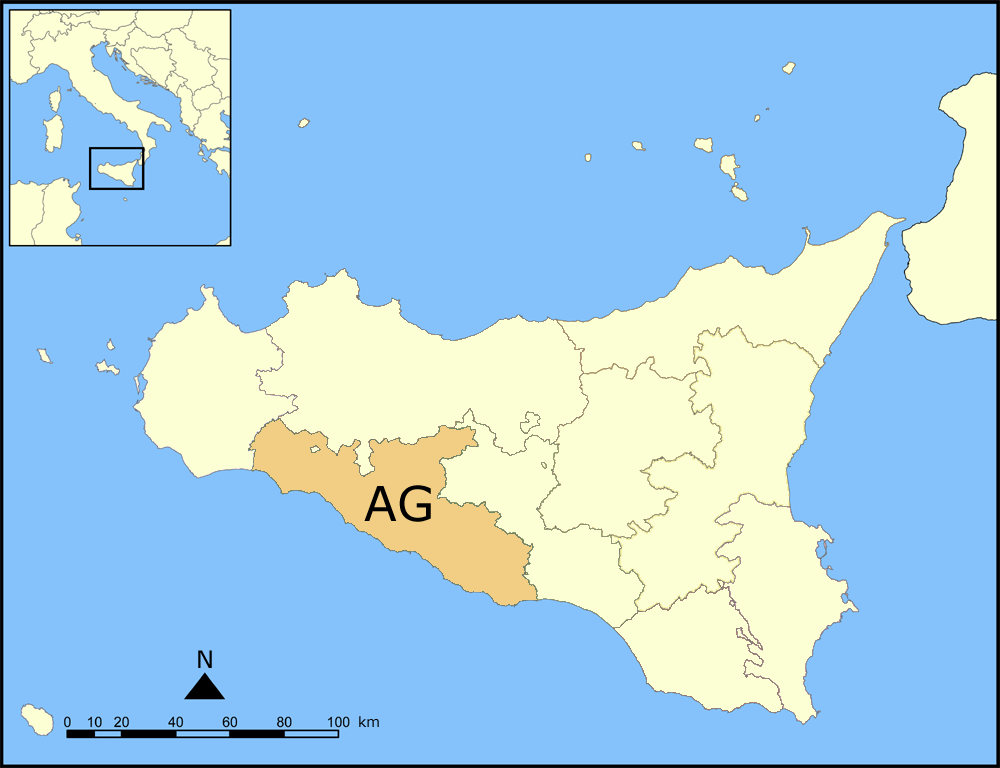
Situació de la província a Sicília